# Zespół klasztorny boromeuszek w Cieszynie
Zespół klasztorny boromeuszek – zabytkowy klasztor i kaplica boromeuszek mikołowskich w Cieszynie na Górnym Rynku, w województwie śląskim.

## Historia
Wobec nieprzychylności władz pruskich, s. Helena Tichy, przełożona generalna Zgromadzenia Sióstr Miłosierdzia św. Karola Boromeusza, rezydująca w Trzebnicy, podjęła starania o pozwolenie na osiedlenie się boromeuszek w Cieszynie na terenie Austro-Węgier. Jej zabiegi poparł cieszyński wikariusz generalny ks. Franciszek Śniegoń oraz sekretarz wikariatu cieszyńskiego ks. Andrzej Kuczera. Przybyciu boromeuszek przeciwna była rada miasta, która w 1875 złożyła wniosek do władz krajowych w Opawie, by nie wydawać zezwolenia na osiedlenie się nowej rodziny zakonnej. Oficjalną zgodę udzielił jednak prezydent Śląska Austriackiego 10 stycznia 1876 roku. Ks. Śniegoń kupił kamienicę przy Rynku Górnym od Amalii i Eduarda Seemanów (dawny pałac Kaliszów). Siostry sprowadziły się na Górny Rynek w kwietniu 1876 roku. Po dwóch latach dokupiły sąsiednią kamienicę. W latach 1877–1878 wzniesiono kaplicę Świętej Rodziny po wewnętrznej stronie kamienic. Jej poświęcenia dokonał 5 maja 1878 ks. Franciszek Śniegoń. W latach 1879–1889 klasztor cieszyński był siedzibą domu generalnego i nowicjatu zgromadzenia. Siostry prowadziły szkołę powszechną, szkołę wydziałową oraz prywatne żeńskie seminarium nauczycielskie, ucząc po niemiecku. Zakonnice zajmowały się też chorymi, szczególnie w czasie I wojny światowej. W latach 1877–1878 cieszyńskie boromeuszki opiekowały się chorymi w Konstantynopolu, za co zostały wynagrodzone przez sułtana Abdülhamida II. 18 października 1880 klasztor cieszyński odwiedził cesarz Franciszek Józef I. W klasztorze wmurowano z tej okazji pamiątkową tablicę.
Po II wojnie światowej władze komunistyczne uniemożliwiły prowadzenie działalności edukacyjnej. Ostatecznie szkołę boromeuszek zamknięto w 1955 roku. W latach 50. XX wieku siostry zajęły się opieką nad przewlekle chorymi, podpisując umowę z rządowym Caritasem. Od 1989 działa zakład opiekuńczo-leczniczy. Od 2014 boromeuszki cieszyńskie prowadzą również dom opieki „U Boromeuszek”.

## Architektura
Po 1876 boromeuszki wzniosły na terenie ogrodu szereg gmachów z przeznaczeniem na budynki szkolne i bursę. Budynki są przykładami stylu klasycystycznego, podobnie jak pierwsze dwie kamienice, stanowiące pierwotny trzon zabudowy zespołu klasztornego. Kamienice (ul. Górny Rynek nry 6 i 8) wzniesione w XVIII w., zostały przebudowane w 2. poł. XIX w.. Nad wejściem do klasztoru od strony Pomnika Chrystusa Króla, w płycinie zamkniętej łukiem dwuramiennym nadwieszonym znajduje się płaskorzeźba przedstawiająca Matkę Bożą z Dzieciątkiem i aniołami. Na dziedzińcu klasztornym znajduje się zabytkowy Pomnik Zbawiciela z XIX wieku.

## Instytucje
W skład kompleksu wchodzi zabudowa klasztorna z publiczną kaplicą pw. Świętej Rodziny. W poszczególnych obiektach mają swoją siedzibę:
- dom zakonny;
- infirmeria klasztorna;
- bursa dla dziewcząt[9];
- zakład opiekuńczo–leczniczy (120 łóżek);
- dom opieki „U Boromeuszek” (40 miejsc);
- siedziba Stowarzyszenia „Siloe in nobis”[10], sala gimnastyczna;
- muzeum (artefakty i dokumentacja działalności).